# Друга мелільська кампанія
Друга Мелільська кампанія (ісп. Guerra de Melilla також відома під назвами Друга рифська війна й Іспансько-марокканська війна 1909 року — збройний конфлікт у північній частині Марокко в 1909 році, біля міста Мелілья, між іспанською армією і військом тридцяти дев'яти берберських племен регіону Риф .

## Передісторія

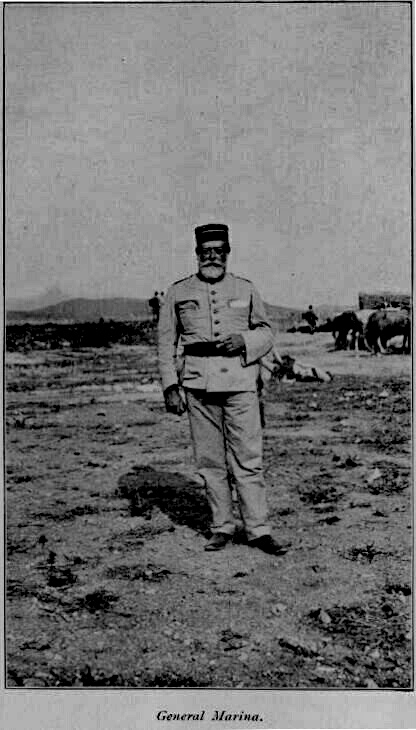
Фотографія генерала Марини.

Втративши значну частину своїх колоній в результаті поразки в Іспано-американській війні 1898 року, Іспанія на початку XX століття всіляко прагнула розширити свій вплив в Північній Африці, де здавна мала невеликі анклави.
Регіон Риф, населений войовничими берберськими племенами, знаходився в «Іспанській сфері впливу» в Марокко за договором з Францією від 5 жовтня 1904 року, проте він ніколи не знаходився під реальною політичною владою марокканського султана, маючи неофіційну назву «Bled es-Siba» — « Країна заворушень». Таким чином, рифи не визнавали жодних угод марокканського уряду з європейцями і розпочали партизанську війну проти іспанців відразу після того, як ті з'явилися на їхніх землях.
Іспанський уряд уклав в 1907 році договір з Мулай-Мухаммедом, вождем одного з місцевих племен, більш відомим як Бу-Хмара, на право експлуатації залізних рудників близько Мелільі і будівництво 20-кілометрової залізниці для відправки руди в місто — всупереч волі султана Марокко Абдель-Азіза та інших місцевих племен. 8 серпня 1908 рудники були вперше атаковані берберами з Рифа. Цього разу обійшлося без жертв, але у жовтні 1908-го Бу-Хмара був затриманий власними васалами та відправлений до Фесу, де невдовзі помер у в'язниці. Залишившись без підтримки на ворожій території, іспанський воєначальник Хосе Марина Вега (José Marina Vega), який командував гарнізоном Мелільї, запросив у Мадрида підкріплення для захисту територій, проте жодної допомоги від уряду не отримав. 9 липня 1909 року стався новий напад рифів на копальні, і цього разу бербери вбили шістьох іспанських залізничних робітників.

## Бойові дії
Після цієї події прем'єр-міністр Іспанії Антоніо Мауро Монтанер збільшив іспанський гарнізон у Мелільї з 5000 до 22000 осіб з метою підготовки до майбутнього наступу. На початковому етапі іспанська армія на Півночі Марокко комплектувалася виключно призовниками, без залучення професійних військ чи місцевих найманців, які були погано навчені та озброєні та не мали навіть повноцінних мап місцевості.
Незабаром почалася сама кампанія: командувач генерал Марина наказав шести іспанським загонам під командуванням полковника Альвареса Кабрери рухатися до Ат-Аксе. Війська залишили Мелілью з настанням темряви, але заблукали — і до ранку опинилися в каньйоні Альфер, де були атаковані рифами, котрі обстріляли іспанців з висоти. Полковника Кабрера та 26 солдатів було вбито, 230 — поранено.
28 липня 1909 року іспанці зазнали нової поразки — в каньйоні Лобо (Битва при Лобо), куди Марина послав новий загін під командуванням генерала Пінтоса для захисту Сегунда-Касети. Рифи знову влаштували засідку, генерал Пінтос і 153 солдати було вбито, близько 600 поранено.

## Епілог
Після цієї катастрофи Іспанія тимчасово припинила воєнні дії; чисельність її контингентів у північному Марокко було збільшено на 35000 осіб, і з Іспанії доставили важку артилерію.
31 серпня 1909 року з цими новими силами іспанці почали новий наступ і зважаючи на їх теперішню значну перевагу до січня 1910 року підкорили більшу частину племен, що чинили опір, на схід від Мелільї. Іспанці розширили площу своєї колонії Мелілья, захопивши територію від мису Трес-Форсас на півночі до Мар-Чіка на півдні, проте на другому етапі кампанії втратили 2517 осіб. При цьому значна частина територій, що знаходилися в іспанській «зоні», незважаючи на розширення іспанського впливу, залишалася фактично незалежною і була захоплена лише в 1921—1926 роках під час Третьої Рифської війни.
Поразка при Лобо відгукнулася і в самій Іспанії: вона стала однією з причин каталонського повстання 1909 року (так званого «трагічного тижня»), коли іспанський уряд у зв'язку з поразкою і необхідністю збільшення армії в Марокко оголосив новий призив, і призвів до падіння уряду Монтанера (21 жовтня).